# Albánské vzdušné síly
Albánské vzdušné síly (albánsky: Forcat Ajrore Shqiptare) je součást albánských ozbrojených sil.

## Historie
První proudové stíhací letouny získala Albánie ze SSSR v roce 1955, byl to typ MiG-15. Se Sovětským svazem Albánie přerušila diplomatické vazby v roce 1962, což vedlo k tomu, že náhradní díly a ostatní servis pro albánské MiGy začala dodávat Čína.
V roce 1990, kdy v Albánii padl komunistický režim, mělo letectvo 200 proudových letounů, 40 vrtulníků a čtyři letouny Il-14.
Během nepokojů v zemi roku 1997 bylo sedm MiGů zničeno a jejich součásti rozkradeny.
Ve snaze udržet MiGy v letuschopném stavu obdrželo albánské letectvo na začátku 90. let náhradní díly z Bulharska a motory z bývalé NDR. Okolo roku 2004 měla Albánie stále 117 ks letounů J-6C, i když většinou nebyly v provozu, a 12 strojů Chengdu J-7A.
V roce 2006 byla odsouzena k sešrotování více než polovina strojů Z-5 a byl podepsán kontrakt na šest strojů Bolkow 105 během tří let. Letectvo si poté vystačilo se 4 stroji Y-5, 7 B206, 3 B205 a 6 MBB Bo 105.
V roce 2009 země vstoupila do NATO a v současné době neprovozuje žádný ze starých sovětských letounů.
V roce 2016 bylo 40 vyřazených letounů připraveno na budoucí aukce. Mezi stroje určené k prodeji patří vojenské cvičné letouny Jak-18 a čtyři typy vojenských proudových letadel - MiG-15, MiG-17, MiG-19 a MiG-21 - k tomu čtyři transportní vrtulníky Mi-4. 

## Vybavení
- Agusta AB 205
- Agusta AB 206
- MBB Bo 105
- Eurocopter Ecureuil
- Mil Mi-8